# الاشان، قرقیزستان
الاشان، قرقیزستان (به لاتین: Alashan, Kyrgyzstan) یک منطقهٔ مسکونی در قرقیزستان است که در استان اوش واقع شده‌است.

## خصوصیات
الاشان ۱٬۲۱۱ متر بالاتر از سطح دریا واقع شده‌است.